# ジュリアン・サブレ
ジュリアン・サブレ（Julien Sablé、1980年9月11日 - ）は、フランス・ブーシュ＝デュ＝ローヌ県マルセイユ出身の元サッカー選手。現サッカー指導者。現役時代のポジションはミッドフィールダー。現在はリーグ・アン・ASサンテティエンヌの暫定監督を務めている。

## 経歴
ASサンテティエンヌの下部組織在籍時にクープ・ド・ガンバルデッラで優勝を果たした。1999年リーグ・ドゥで優勝し、2シーズンリーグ・アンでプレーした。その後3シーズンは再びリーグ・ドゥでプレーし2004年に再び優勝した。移籍するまではキャプテンを務めていた。2007年にヨーロッパのカップ戦で戦う為にRCランスに移籍したがレギュラーを確保できず、2009年1月にOGCニースに移籍した。2012年10月にはSCバスティアに加入した。
2002年UEFA U-21欧州選手権の決勝でチェコ代表に破れ準優勝した。
2014年5月、2013-14シーズン限りで現役を引退することを発表した。
2017年11月15日、ASサンテティエンヌの監督に就任した。

## 背番号
ASサンテティエンヌのデビュー時から27を着用、OGCニースに移籍時は埋まっていたため13を着けるも翌シーズンから空いた為27を着用した。同様に、SCバスティアでも移籍当初は4を着けていたが、2013-14シーズンに空き番号となった27へと変更している。

## 監督成績
2021年12月8日現在
| クラブ                  | 国           | 就任           | 退任           | 記録 | 記録 | 記録 | 記録 | 記録 | 記録 | 記録 | 記録   |
| クラブ                  | 国           | 就任           | 退任           | 試   | 勝   | 分   | 敗   | 得   | 失   | 差   | 勝率   |
| ----------------------- | ------------ | -------------- | -------------- | ---- | ---- | ---- | ---- | ---- | ---- | ---- | ------ |
| サンテティエンヌ        | フランスの旗 | 2017年11月15日 | 2017年12月20日 | 6    | 0    | 2    | 4    | 4    | 16   | −12  | 000.00 |
| サンテティエンヌ (暫定) | フランスの旗 | 2021年12月8日  |                | 0    | 0    | 0    | 0    | 0    | 0    | +0   | —      |
| 合計                    | 合計         | 合計           | 合計           | 6    | 0    | 2    | 4    | 4    | 16   | −12  | 000.00 |